# Кейван Іван Миколайович
Кейван Іван Миколайович (англ. Kayvan Ivan, 16(03) вересня 1909, Прутівка — 18 вересня 1992, Едмонтон) — графік, живописець, мистецтвознавець, історик мистецтва. Дійсний член Наукового товариства імені Шевченка (дійсний член Секції історії України).

## Життєпис
Народився в с. Карлів (нині с. Прутівка Снятинського району Івано-Франківської області) у родині столяра Миколи Кейвана та музиканта Калини Ілащук.
Навчався у коломийській ґімназії, в художній студії О. Новаківського у м. Львові, Краківській академії мистецтв (1927—1928) і з 1932 року на виставки надає свої твори. Закінчив Варшавську академію мистецтв (1932—1937), вивчав теорію мистецтва й історію мистецтва у Варшавському університеті.
Від 1939 року викладав у м. Коломия. Його твори були на художніх виставках у Мюнхені, Реґенсбурзі, Мітенвальді, Ґарміш-Партенкірхені, у Парижі, в Амстердамі.
Одружився з Крупською Марією у 1943 р.. Від цього шлюбу мав сина Ореста та доньку Зоню.
На еміграції з 1944 року: спочатку в Німеччині, від 1949 — у Канаді (м. Едмонтон, провінція Альберта). За монографію «Тарас Шевченко — образотворчий мистець» видання Комітету українців Канади у 1964 р. нагороджений цим Комітетом Шевченківською медаллю. Його твори були на виставках у в Едмонтоні, Саскатуні, Вінніпезі, Торонті, Монреалі, Нью-Йорку, Детройті.
Помер у м. Едмонтон, де і був похований.

## Твори
«Поет Тодось Осьмачка» (1952), «Мазепа» (1959), «Моя дружина» (1975), «Поет Вадим Лесич» (1976).
Автор праць з історії українського мистецтва, зокрема студій, присвячених українському образотворчому мистецтву, художній творчості Т. Шевченка, В. Січинського та Д. Антоновича, українських митців у діаспорі.